# Abre tus brazos
Abre tus brazos è un brano musicale del cantante italiano Gigi D'Alessio eseguita in duetto con il cantante messicano Cristian Castro. È il singolo che anticipa l'uscita dell'album Primera fila per il mercato sudamericano.

## Descrizione
Il brano è una cover in lingua spagnola del brano del 2006 Apri le braccia, inserito come quinta traccia nell'album Made in Italy.
Il testo in italiano è scritto da Mogol, ed è stato tradotto in spagnolo da Guido Laris.

## Tracce
Download digitale
1. Abre tus brazos – 4:22